# Campionati del mondo di atletica leggera indoor 2012 - Salto triplo maschile
La gara di salto in alto maschile dei mondiali indoor di Istanbul 2012 si è svolto venerdì 9 marzo, con le qualificazioni e domenica 11 marzo, alle ore 17:15 locali, la finale.

## Qualificazione

### Qualificazione
Qualification standard 17.00 m (Q) or at least best 8 qualified.  13 athletes from 10 countries participated.
| Rank | Athlete            | Nationality            | #1    | #2    | #3    | Result | Notes |
| ---- | ------------------ | ---------------------- | ----- | ----- | ----- | ------ | ----- |
| 1    | Christian Taylor   | Stati Uniti (bandiera) | 17.39 |       |       | 17.39  | Q, SB |
| 2    | Fabrizio Donato    | Italia (bandiera)      | 17.07 |       |       | 17.07  | Q     |
| 3    | Lyukman Adams      | Russia (bandiera)      | x     | 16.67 | 17.04 | 17.04  | Q, SB |
| 4    | Will Claye         | Stati Uniti (bandiera) | 16.84 | 17.01 |       | 17.01  | Q     |
| 5    | Daniele Greco      | Italia (bandiera)      | 15.82 | 16.94 | 16.83 | 16.94  | q     |
| 6    | Dong Bin           | Cina (bandiera)        | 16.64 | 16.63 | 16.94 | 16.94  | q     |
| 7    | Alexis Copello     | Cuba (bandiera)        | x     | 16.90 |       | 16.90  | q     |
| 8    | Benjamin Compaoré  | Francia (bandiera)     | 16.46 | 16.73 | 16.81 | 16.81  | q     |
| 9    | Arnie David Giralt | Cuba (bandiera)        | x     | 16.71 | 16.56 | 16.71  |       |
| 10   | Jefferson Sabino   | Brasile (bandiera)     | 16.67 | x     | 16.22 | 16.67  | SB    |
| 11   | Marian Oprea       | Romania (bandiera)     | 16.58 | x     | x     | 16.58  |       |
| 12   | Sheryf El-Sheryf   | Ucraina (bandiera)     | 15.58 | x     | 16.25 | 16.25  |       |
| 13   | Samyr Laine        | Haiti (bandiera)       | 15.63 | 15.74 | 16.06 | 16.06  |       |
|      | Tosin Oke          | Nigeria (bandiera)     |       |       |       | DNS    |       |

### Finale
| Pos. | Atleta            | Prestazione | Note                                     |
| ---- | ----------------- | ----------- | ---------------------------------------- |
| 1    | Will Claye        | 17.70 m     | Miglior prestazione mondiale stagionale  |
| 2    | Christian Taylor  | 17.63 m     | Miglior prestazione personale stagionale |
| 3    | Lyukman Adams     | 17.36 m     | Miglior prestazione personale            |
| 4    | Fabrizio Donato   | 17.28 m     | Miglior prestazione personale stagionale |
| 5    | Daniele Greco     | 17.28 m     | Miglior prestazione personale            |
| 6    | Benjamin Compaoré | 17.05 m     |                                          |
| 7    | Alexis Copello    | 16.92 m     |                                          |
| 8    | Bin Dong          | 16.75 m     |                                          |